# دادو پرشو
دادو پرشو (کرواتی: Dado Pršo؛ زادهٔ ۵ نوامبر ۱۹۷۴) بازیکن فوتبال پیشین اهل کرواسی است که در پست مهاجم بازی می‌کرد.
وی همچنین در تیم ملی فوتبال کرواسی بازی کرده‌است.